# Lily Kronberger
Pour les articles homonymes, voir Kronberger.
Lily Kronberger, née en 1890 à Budapest et décédée en 1974 également à Budapest, était une patineuse artistique hongroise. Elle a été la première Hongroise sacrée championne du monde dans une discipline sportive.

## Biographie

### Carrière sportive
À ses deux premières participations aux championnats du monde en 1906 et 1907, elle se classait troisième. À Troppau en 1908, elle devenait championne du monde et défendit son titre chaque année jusqu'à sa retraite sportive (à la suite de son mariage) en 1911.
Pour son dernier titre, en 1911 à Vienne, elle signa une première. En effet, elle fut la première patineuse à utiliser une musique d'accompagnement pour son programme libre, sur la recommandation de Zoltán Kodály.

## Palmarès
| Compétition             | 1906 | 1907 | 1908 | 1909 | 1910 | 1911 |
| Championnats du monde   | 3e   | 3e   | 1re  | 1re  | 1re  | 1re  |
| Championnats de Hongrie |      |      | 1re  | 1re  | 1re  |      |